# Bezděčí u Trnávky
Bezděčí u Trnávky là một làng thuộc huyện Svitavy, vùng Pardubický, Cộng hòa Séc.